# Culicoides nilogenus
Culicoides nilogenus är en tvåvingeart som beskrevs av Jean-Jacques Kieffer 1921. Culicoides nilogenus ingår i släktet Culicoides och familjen svidknott.
Artens utbredningsområde är Sudan. Inga underarter finns listade i Catalogue of Life.